# Mainhorse
Mainhorse fue una banda suiza de rock progresivo formada a finales de la década de los 60 por Patrick Moraz, quien es principalmente conocido por haber sido miembro del grupo Yes.

## Inicios
La banda comenzó a grabar en el año 1968 bajo el nombre de Mainhorse Airline. 
En 1971, publicaron su primer y único álbum de estudio: Mainhorse. Es considerado uno de los álbumes más destacados del género progresivo.

## Separación
En 1972, Mainhorse se disuelve. los que eran miembros del grupo se fueron, decisivamente, a seguir con otros proyectos musicales.

## Discografía
- Mainhorse - (1970)

## Miembros
- Patrick Moraz - Teclados y dirección
- Peter Lockett - Guitarra, violín y voz
- Jean Ristori - Bajo y coro
- Bryson Graham † - Batería

- Datos: Q3815400